# Ålgård
Ålgård este o localitate din comuna Gjesdal, provincia Rogaland, Norvegia, cu o populație de 9.000 locuitori (2013).